# Château d'Anif

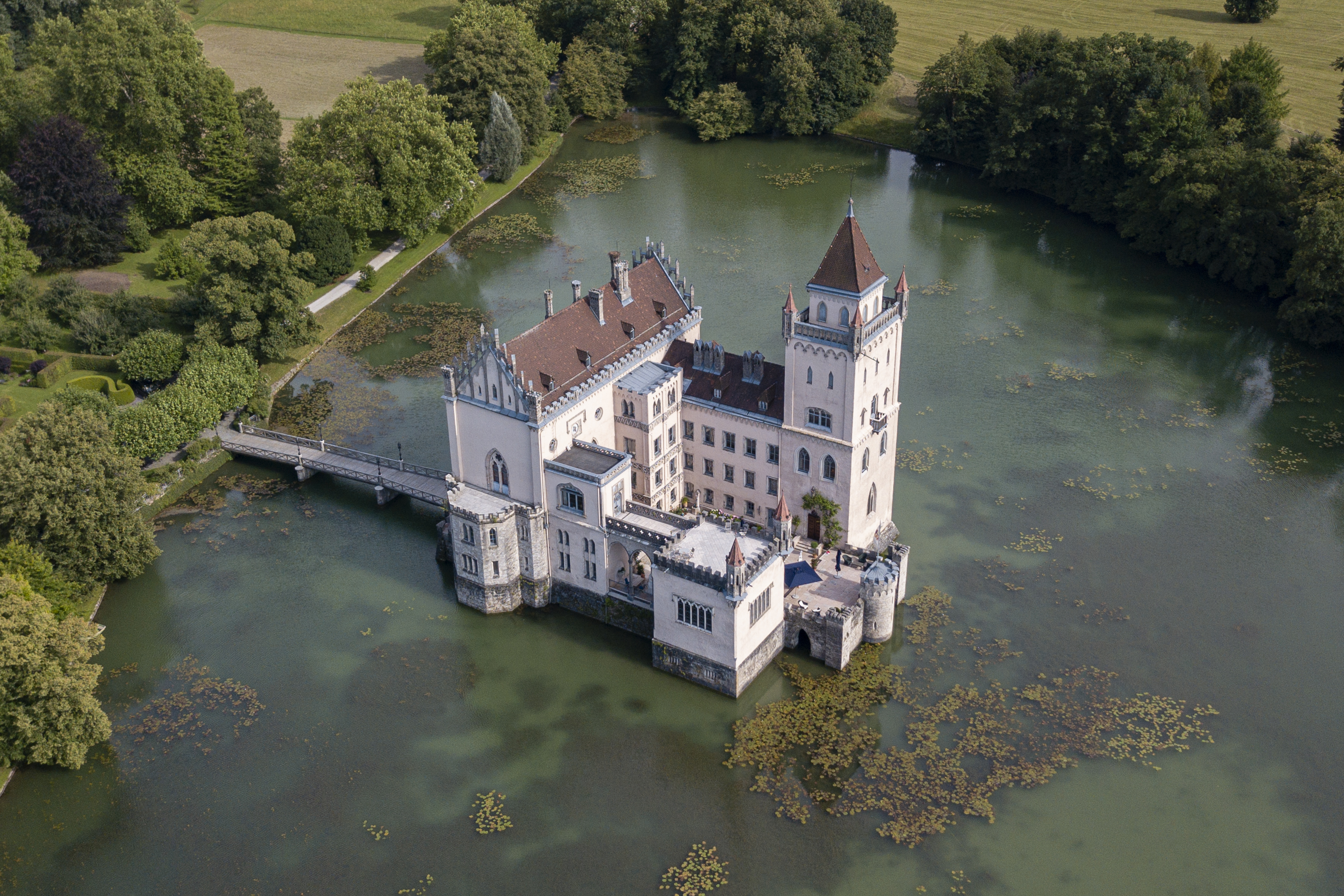
Château d'Anif

Le château d'Anif se dresse sur un étang artificiel dans la commune autrichienne du même nom, Anif, à la périphérie sud de Salzbourg. Avec le château de Kreuzenstein et le château de Grafenegg près de Krems, c'est l'un des châteaux les plus importants de l'historicisme romantique en Autriche.

## Histoire
Sa création ne peut plus être datée avec précision aujourd'hui, mais un document datant d'environ 1520 montre qu'à cette époque se trouvait déjà au même endroit un château appelé Oberweiher.
Lorsque l'archevêché de Salzbourg tomba aux mains de l'Autriche en décembre 1806, le château et l'étang devinrent propriété de l'État autrichien.

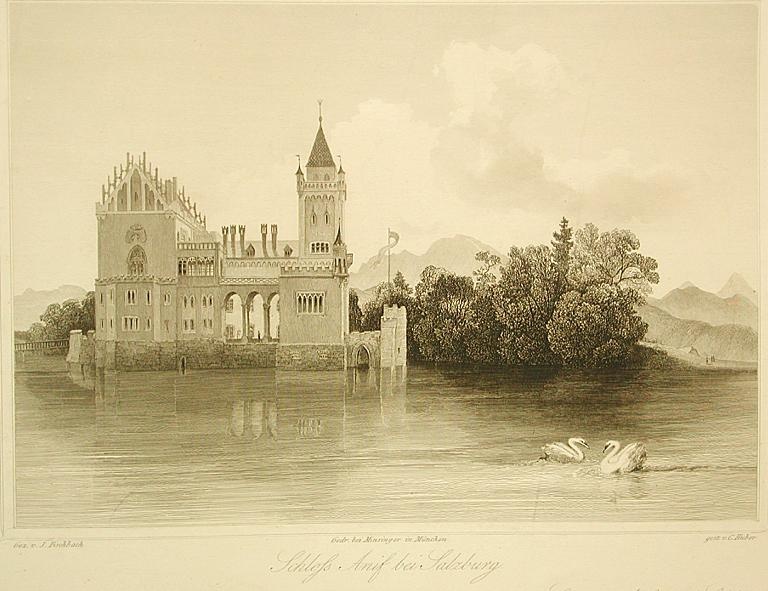
Château d'Anif en 1852, gravure sur acier de Johann Fischbach

Lorsque la propriété fut vendue en 1837 au comte Aloys von Arco-Stepperg (1808-1891), arrière-petit-fils de l'impératrice Marie-Thérèse, il fit redessiner et décorer le château dans un style néo- gothique et romantique entre 1838 et 1848, sur le modèle des châteaux Tudor anglais. Jusqu'alors, le château ne se composait que d'un simple bâtiment d'habitation de quatre étages et d'un bâtiment de deux étages relié à une chapelle.
En 1918, le complexe du palais est devenu connu du public lorsque le roi Louis III de Bavière, avec sa famille et son entourage, s'y sont enfuis avant la Révolution de Novembre. Avec la déclaration d'Anif du 12/13 Novembre 1918, Louis III refuse son abdication, délia les fonctionnaires, soldats et officiers bavarois de leur serment car il ne pouvait plus continuer le gouvernement.

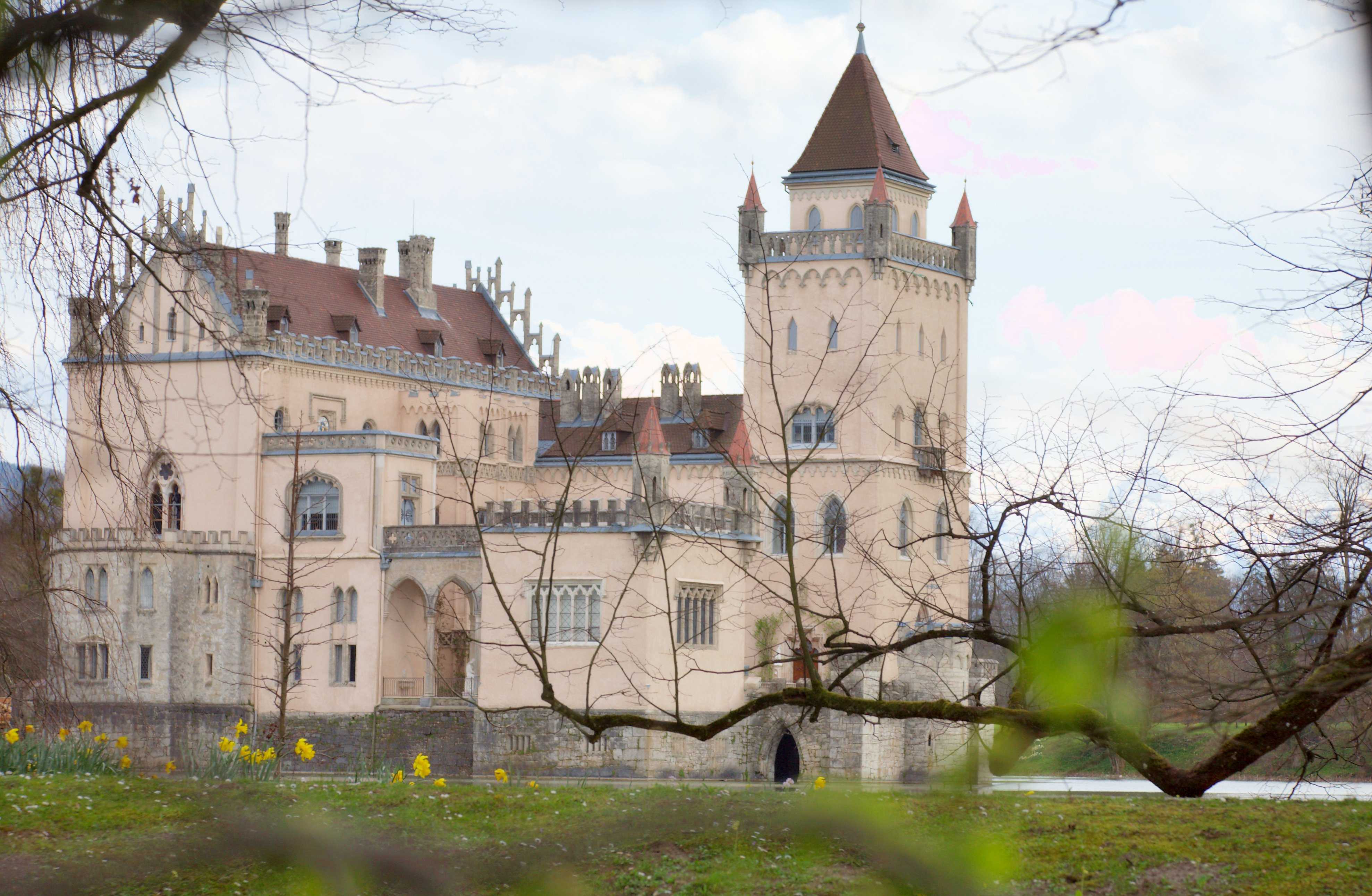

Le château d'Anif a servi de décor de cinéma au Père Brown en 1962 avec Heinz Rühmann, et en 1965 pour La Grande Course autour du monde avec Tony Curtis, Jack Lemmon et Natalie Wood. En 1965, le château a également servi de décor au film La Mélodie du bonheur et fait donc partie de la tournée La Mélodie du bonheur. En 1974, une partie du film The Odessa Files de Frederick Forsyth a été tournée dans le château entouré de douves. Jon Voight joue le rôle principal et rencontre son adversaire, joué par Maximilian Schell, dans le château. En 1976, le château fut à nouveau un lieu de tournage, cette fois pour l'adaptation cinématographique britannique de l'histoire de Cendrillon La Pantoufle et la Rose, avec Richard Chamberlain et Gemma Craven. En 1979, quelques scènes du Prisonnier de Zenda avec Peter Sellers y furent tournées. Dans la série télévisée allemande Kir Royal (1986), le château peut être vu de l'extérieur et de l'intérieur dans l'épisode « Career » et brièvement de l'extérieur dans la série américaine Agentin mit Herz dans l'épisode « The Ghost Castle ». L'épisode « A Coffin to Leech » de la série burlesque Two Heavenly Daughters a également été tourné ici.
En octobre 2001, le château et son propriétaire Johannes Moy de Sons ont fait la une des journaux lorsqu'il est apparu qu'une partie du mobilier, qui avec le bâtiment du château avait été classé monument historique en 1943, était proposé à la vente chez Sotheby's à Amsterdam. Certaines pièces ont été restituées à l'Autriche et peuvent désormais être partiellement visitées au musée de Salzbourg.